# Йолкино (Моргауський район)
Йо́лкино (рос. Ёлкино, чув. Елкăн) — присілок у Чувашії Російської Федерації, у складі Юнгинського сільського поселення Моргауського району.
Населення — 3 особи (2010; 10 в 2002, 20 в 1979; 264 в 1939, 326 в 1926, 345 в 1906, 249 в 1858, 250 в 1851). Національний склад — чуваші, росіяни.

## Історія
Історичні назви — Нова Йолкина, Нове Йолкино. Утворився у другій половині 18 століття І. А. Вашутіним при переселенні селян із сіл Івановське і Йолкіна Ядринського повіту, а також із Новоладозького повіту Санкт-Петербурзької губернії. До 1866 року селяни мали статус поміщицьких, займались землеробством, тваринництвом. 1889 року відкрито школу грамоти. 1931 року утворено колгосп «Революція 1905 року». До 1920 року присілок перебував у складі Татаркасинської волості Козьмодемьянського, а до 1927 року — Чебоксарського повіту. 1927 року присілок переданий до складу Татаркасинського району, 1939 року — до складу Сундирського, 1962 року — до складу Ядринського, 1964 року — до складу Моргауського району.